# Бейань
Бейань (кит. спр. 北安市, піньїнь: Bĕi'ān Shì) — місто-повіт в східнокитайській провінції Хейлунцзян, складова міста Хейхе.

## Географія
Бейань розташовується на півдні префектури, лежить на річці Уюр.

### Клімат
Місто знаходиться у зоні, котра характеризується вологим континентальним кліматом з теплим літом. Найтепліший місяць — липень із середньою температурою 20.9 °C (69.6 °F). Найхолодніший місяць — січень, із середньою температурою -22.8 °С (-9 °F).
| Клімат Бейаня           | Клімат Бейаня | Клімат Бейаня | Клімат Бейаня | Клімат Бейаня | Клімат Бейаня | Клімат Бейаня | Клімат Бейаня | Клімат Бейаня | Клімат Бейаня | Клімат Бейаня | Клімат Бейаня | Клімат Бейаня | Клімат Бейаня |
| Показник                | Січ.          | Лют.          | Бер.          | Квіт.         | Трав.         | Черв.         | Лип.          | Серп.         | Вер.          | Жовт.         | Лист.         | Груд.         | Рік           |
| Середній максимум, °C   | −17           | −11,8         | −1,4          | 10,4          | 19            | 24,5          | 26,1          | 24,3          | 18,3          | 8,8           | −4,5          | −14,7         | 6,8           |
| Середня температура, °C | −22,8         | −18,6         | −7,9          | 4             | 11,9          | 18,2          | 20,9          | 19            | 12,1          | 2,8           | −9,9          | −20           | 0,8           |
| Середній мінімум, °C    | −29,1         | −25,9         | −15,1         | −3            | 4,5           | 11,4          | 15,2          | 13,2          | 5,6           | −3,8          | −16           | −25,9         | −5,7          |
| Норма опадів, мм        | 2.5           | 2.9           | 5.9           | 21.8          | 44            | 82.3          | 145           | 115.5         | 65.1          | 21.5          | 6.8           | 4.2           | 517.5         |
| Днів з опадами          | 4,7           | 4,8           | 4,9           | 6,6           | 10,1          | 13,5          | 15,5          | 14,5          | 12,5          | 6,9           | 5,7           | 7,1           | 106,8         |
| Вологість повітря, %    | 73.5          | 69.8          | 60.1          | 50.2          | 50.1          | 63.9          | 76.3          | 77.3          | 70.2          | 60.5          | 68.5          | 75.2          | 66.3          |
| ----------------------- | ------------- | ------------- | ------------- | ------------- | ------------- | ------------- | ------------- | ------------- | ------------- | ------------- | ------------- | ------------- | ------------- |
| Джерело: Weatherbase    |               |               |               |               |               |               |               |               |               |               |               |               |               |